# Condado de Grayson (Virgínia)
O Condado de Grayson é um dos 95 condados do estado americano de Virgínia. A sede do condado é Independence, e sua maior cidade é Independence. O condado possui uma área de 1 155 km² (dos quais 8 km² estão cobertos por água), uma população de 17 917 habitantes, e uma densidade populacional de 16 hab/km² (segundo o censo nacional de 2000). O condado foi fundado em 1793.